# Sløjdlærernes Fællesrepræsentation
Sløjdlærernes Fællesrepræsentation blev nedsat som et permanent udvalg den 22. november 1953 bestående af 6 repræsentanter fra sløjdens interesseorganisationer: Forstanderen for Askov Sløjdlærerskole eller en stedfortræder, forstanderen for Dansk Sløjdlærerskole eller en stedfortræder, formanden for Københavns Kommuneskolers Sløjdlærerforening, formanden for Dansk Sløjdlærerforening, formanden for Sløjdforeningen af 1902 og formanden for Læreruddannelsens Sløjdlærerforening (Seminariernes Sløjdlærerforening). 
Formålet var at formidle et samarbejde mellem alle sløjdorganisationer i Danmark samt at varetage sløjdfagets interesser udadtil ved henvendelse til offentlige myndigheder m.v.
Til møderne inviteredes normalt de tre tilsynsførende for henholdsvis Dansk Skolesløjd og Askov Skolesløjd samt sløjden i København (sløjdinspektøren). Disse tre stillinger findes ikke længere.